# Cesc Fàbregas
 Der er for få eller ingen kildehenvisninger i denne artikel, hvilket er et problem. Du kan hjælpe ved at angive troværdige kilder til de påstande, som fremføres i artiklen.

Francesc "Cesc" Fàbregas Soler (født 4. maj 1987 i Vilassar de Mar, Spanien), også kendt som "Cesc", er en spansk fodboldspiller, der har spillet som midtbanespiller i Monaco. Han har tidligere spillet i den Engelske Premier League-klub Chelsea F.C. Han skiftede i 2014 fra den spanske storklub Barcelona, som han har spillet for siden 2011. Han har desuden spillet for Arsenal hvor han spillede sin første seniorkamp i 2003. Fàbregas blev i 2008 og 2012 europamester, samt i 2010 verdensmester med Spanien. Han er pr. 2024 ansat som chef-træner i den italienske serie-A klub, Como.  

## Tidlige liv
Francesc Fàbregas blev født i byen Vilassar de Mar, som søn af Francesc Fàbregas Sr. og Núria Soler, begge selvstændige erhvervsdrivende. Fra barndommen var han tilhænger af FC Barcelona, og var til hans første kamp da han var 9 måneder gammel. Det var også hos Barcelona at han gjorde kometkarriere på klubbens ungdomshold, hvor han i starten spillede som defensiv midtbanespiller, hvor det også lykkedes ham at score en del mål. Allerede som dreng blev Fàbregas spottet af franskmanden Arsène Wenger, manager i den engelske Premier League-klub Arsenal. Den 11. september 2003 skrev han kontrakt med klubben, og forlod dermed allerede som teenager sit hjemland.

## Arsenal F.C.

### Tidlige karriere i Arsenal
Efter at Fàbregas havde brugt sine første måneder i England på at falde til i de nye omgivelser, debuterede han for klubben i en EFL Cup kamp.

### Karriere i Arsenal
I begyndelsen af den følgende sæson, 2004–05 opnåede Fàbregas til gengæld, på grund af skader hos Arsenals stamspillere, mere tid til de andre dele af hans karriere. I Champions League var han målmand, så de endte med en sejr på 5-1 overfor norske Rosenborg BK. Han endte senere med at blive midtbanespiller, og han deltog i startopstillingen i FA Cup-finalen mod Manchester United den 21. maj, hvor Arsenal vandt efter straffesparkskonkurrence.
Efter at Arsenal i sommeren 2006 solgte franskmanden Patrick Vieira til Juventus F.C. i Italien, fik han en rolle i truppen. Han var i sæsonen 2005–06 blandt andet med til at føre klubben til sin første Champions League-finale, der dog blev tabt til barndomsklubben FC Barcelona. I 2006–07-sæsonen spillede Fàbregas samtlige 38 Premier League-kampe, og hans evner blev belønnet med nomineringer til to priser: Årets Yngste Spiller samt Årets Spiller i ligaen (begge vundet af Cristiano Ronaldo.
I 2007-08-sæsonen måtte Fàbregas, igen som  stamspiller på holdet, for tredje sæson i træk konstatere at Arsenal ingen titler sikrede sig. Han opnåede succes da han bl.a scorede det afgørende mål i Champions League-ottendedelsfinalen mod italienske AC Milan.

### Anfører
Fàbregas blev den 24. november 2008 udnævnt til klubbens nye anfører, som efterfølger for, franskmanden William Gallas. Han besad anførerbindet frem til han forlod klubben i 2011.

## Landshold

### Spaniens landshold
Da Fàbregas i 2006 havde etableret sig som en vigtig brik i Arsenals trup, skaffede det også spanieren opmærksomhed fra landstræner Luis Aragonés. Han blev den yngste spiller i mere end 70 år på Spaniens landshold, da han debuterede i en alder af 19 år i en kamp mod Elfenbenskysten. Kampen endte med en spansk sejr på 3-2.
Den 15. maj 2006 blev Fàbregas udtaget til den spanske trup til VM i Tyskland. Under slutrunden blev han benyttet som indskifter i holdets to første kampe mod henholdsvis Ukraine og Tunesien. I holdets ottendedelsfinale blev han udtaget til startopstillingen, men kunne ikke forhindre et nederlag på 3-1 til Frankrig, der senere spillede sig frem til finalen. Efter turneringen var Fàbregas en af de nominerede til titlen som turneringens bedste unge spiller. Han var desuden den yngste spiller nogensinde for Spanien til et VM da han spillede mod Ukraine i en alder af 19 år og 41 dage.

### Europamester 2008
Fàbregas opnåede sin måske største triumf som fodboldspiller, da han i 2008 vandt EM i Østrig og Schweiz med det spanske landshold. Med nr. 10 på ryggen var han en afgørende brik på holdet, da det spillede sig igennem turneringen. I holdets første kamp mod Rusland, scorede han det ene mål i sejren på 4-1, og i kvartfinalen mod Italien scorede han det afgørende mål i straffesparkskonkurrencen der sikrede holdet adgang til semifinalen.
I semifinalen, der igen stod mod Rusland, lagde Fàbregas op til to af de mål, der gav en sejr på 3-0 og en billet til finalen mod Tyskland. Her var han med i startopstillingen, og kunne efter en sejr på 1-0 fejre Spaniens første europamesterskab siden 1964-slutrunden. Efterfølgende blev han udtaget til turneringens All-Star-hold.

## Titler
Premier League
- 2004 med Arsenal F.C.
- 2015 med Chelsea F.C.

FA Cup
- 2005 med Arsenal F.C.

EM i fodbold
- 2012 med Spanien
- 2008 med Spanien

VM i fodbold
- 2010 med Spanien